# Фридрих I Легницкий
Фридрих I (пол. Fryderyk I legnicki, нем. Friedrich I von Liegnitz; 3 мая 1446, Бжег — 9 мая 1488, Легница) — князь Хойнувский (1453—1488), Легницкий и Олавский (1454—1488), Бжегский (1481—1488) и Любинский (1482—1488), генеральный староста Силезии в 1488 году.

## Биография
Представитель легницкой линии Силезских Пястов. Единственный сын Иоганна I (1425—1453), князя Хойнувского (1441—1453), Любинского (1441—1446) и Бжегского (1443—1450), и Ядвиги Легницкой (1433—1471).
После смерти его дяди Генриха X (в 1452 году) и своего отца (в 1453 году) Фридрих I стал единственным мужским представителем Легницко-Бжегской линии династии Силезских Пястов. После смерти своего отца семилетний Фридрих унаследовал Хойнув и Стшелин под регентством матери, вдовствующей княгини Ядвиги. В 1454 году после смерти своей бабки по отцовской линии, Маргариты Опольской, Фридрих получил во владение Олаву и Немчу. В том же 1454 году князь Фридрих I получил Легницкое княжество, ранее входившее в состав Чешского королевства. Регентство вдовствующей княгини Ядвиги закончилось в 1466 году, когда Фридрих I был официально провозглашен совершеннолетним и стал править самостоятельно. На протяжении своего правления он сосредоточил внимание на укреплении своей династии и возвращению всех земель, потерянных его предшественниками.
В 1481 году князь Фридрих I Легницкий купил Бжег у князей Опольских, а в 1482 году приобрел Любин у князей Глогувских. В 1488 году он присоединил к своим владениям города Бычина, Волчин и Ключборк.
Скончался в Легнице 9 мая 1488 года.

## Семья
5 сентября 1474 года князь Фридрих Легницкий женился на Людмиле (16 октября 1456 — 20 января 1503), дочери короля Чехии Йиржи из Подебрад (1420—1471) и Иоганны из Рожмиталя (ок. 1430—1475). Супруги имел в браке трех сыновей:
- Иоганн II (1477 — 6 марта 1495), князь Легницкий и Бжегский
- Фридрих II (12 февраля 1480 — 17 сентября 1547), князь Легницкий, Бжегский, Волувский, Глогувский и Зембицкий
- Георг I (1481/1483 — 30 августа 1521), князь Бжегский.